# ديسيبل واط

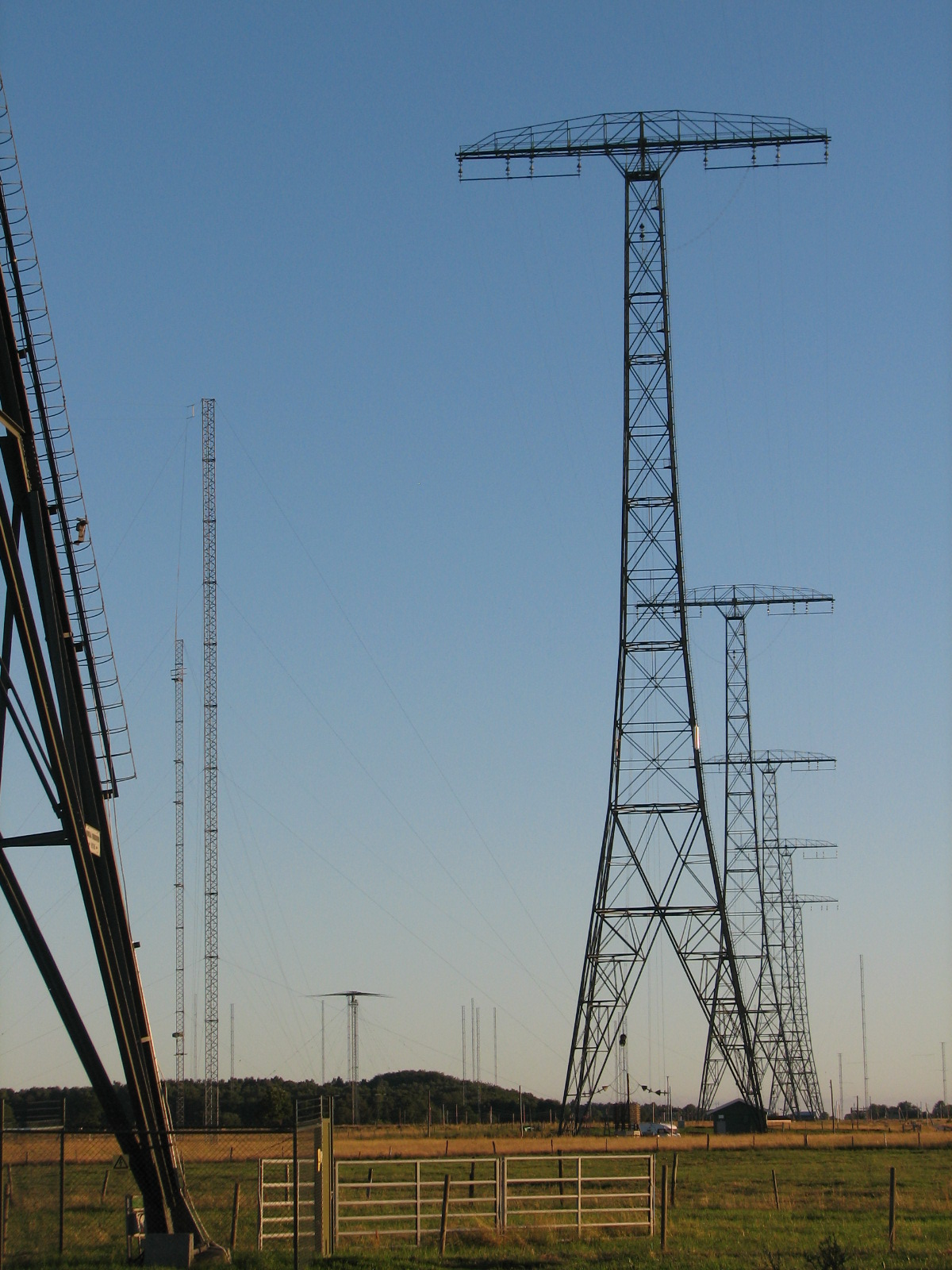

ديسيبل واط أو ما يرمز اليه بـ dBW , هي وحدة لقياس قوة الإشارة تعبر عنها بالديسيبل نسبة إلى واحد واط . يتم استخدامه بسبب قدرته على التعبير عن كل من القيم كبيرة جدا وصغيرة جدا من الطاقة في عدد خانات قليلة نسبياً , إذ ان 1 ميلي واط يساوي -30 dBW , و 1 واط يساوي صفر dBW , و 10 واط تساوي 10 dBW , 100 واط يساوي 20 dBW و مليون واط يساوي 60 dBW .
{\displaystyle {\mbox{Power in dBW}}=10\log _{10}{\frac {\mbox{Power in W}}{1\mathrm {W} }}}
مقارنة بـ dBm و التي يرتبط بـواحد ميلي واط أي (0.001 واط) , و لذلك قيمة الـ dBW دائماً أكثر بـ 30, لأن 1 واط يساوي 1000 ميلي واط , و نسبة الألف في الطاقة هي 30 dB , مثال عليها :
10 ديسيبل ميلي واط تساوي -20 ديسيبل واط أي :
10 dBm(10 mW) = -20 dBW (0.01 W)
و الديسبل يستخدم في نظام الوحدات الدولي SI أما الـ dBW فلا .

## وصلات خارجية
- البرنامج التعليمي التفاعلي لديسيبل
- حاسبة ديسيبل لمطابقة المقاومة